# Jordi Guillumet
Jordi Guillumet (n. en 1953) es un fotógrafo español.
Estudió diseño industrial en la Escuela de Diseño Elisava de Barcelona y fotografía en la Facultad de Bellas Artes de la universidad de Barcelona. Desde 1983 se responsabiliza del laboratorio de fotografía de la misma.
Su obra se caracteriza por la planificación y el diseño de escenarios para sus imágenes, obteniendo instalaciones artísticas. En su obra destaca el empleo experimental, la manipulación y el empleo de antiguos procesos del siglo XIX como la goma bicromatada y la cámara estenopeica.
Ha realizado exposiciones nacionales e internacionales y su obra se puede encontrar en las colecciones de la Biblioteca Nacional de Francia, el MNAC, la fundación Miró, el Jyväskylä Museum, el Centro Pompidou, el Centro de Arte Reina Sofía, el Instituto Valenciano de Arte Moderno y otros.